# 마숀다
마숀다(Mashonda, 1979년 1월 9일 ~ )는 할렘 출신 미국의 R&B 싱어송라이터이다.